# Chronologie
Chronologie (řec. chronos = čas) je pomocnou vědou historickou, jejímž předmětem je měření času a způsoby a prostředky k tomu užívané.
Chronologie se dělí takto:
- matematická (astronomická) chronologie – stanovuje objektivní jednotky času – viz astronomické cykly
- historická (technická) chronologie – sleduje způsoby dělení a měření času v různých kulturních okruzích v průběhu jejich vývoje. Historická chronologie má především tyto dvě funkce
  1. praktická: převádění chronologických údajů minulosti na dnešní způsob datování a oprava datování historických událostí nedostatečně časově určených písemnými prameny.
  2. teoretická: studium chronologických kategorií v jejich historickém vývoji, čímž určuje základní pravidla pro spolehlivé převádění dat.

Je-li například seznam událostí seřazen chronologicky, na prvním místě je ta událost, která se udála nejpozději, na druhém místě ta, která se udála o trochu dříve apod. Může to ale být i opačně.

## Rytmus času a kalendáře
- Astronomické cykly a z nich odvozené kalendářní cykly
- Dělení dne
- Kalendář
- Letopočet (počáteční roky různých letopočtů)
- Chronologie datování (způsoby datování v průběhů dějin)

## Způsobydatace
- indikce – cyklus 15 let
- sluneční kruh 28 let, kterým se přidělují nedělní písmena, konkurenty týkající se Velikonoc – slouží pro určení dne v týdnu
- Metonův cyklus 19 let určující zlatý počet daného roku, epakta – slouží k určení stáří Měsíce, používané pro výpočet data Velikonoc
- římská datace (kalendy, nony, idy) – původně dle fází Měsíce
- křesťanská datace – dle pevných a pohyblivých církevních svátků
- Bononské datování – datování dle rozdělení měsíce na stejné poloviny

## Archeologické metody datace
- Dendrochronologie
- Radiokarbonová metoda
- Termoluminiscence